# Edmond Boulle
Edmond Boulle (Vallon-Pont-d'Arc, 9 ottobre 1934 – Saint-Remèze, 13 febbraio 2010) è stato un allenatore di calcio e calciatore francese, di ruolo attaccante.

## Caratteristiche tecniche
Era un'ala destra molto attiva e generosa, dotata di un tiro molto potente.

## Carriera
Boulle iniziò la carriera da professionista nel Nîmes, militante nella massima serie transalpina. 
Nel 1955 passa ai cadetti del Perpignan, restandovi due stagioni.
Nel luglio 1957 viene ingaggiato dal Bordeaux nello scambio che vedrà Jean Domenger fare il percorso inverso, con cui otterrà la promozione in massima serie grazie al quarto posto ottenuto nella Division 2 1958-1959.
Nel settembre 1959 passa ai cadetti dell'Olympique Marsiglia nell'ambito dello scambio con il centrocampista Jean Hédiart. L'esperienza con i marsigliesi sarà breve, dato che li lascerà già nel corso dell'anno ingaggiato dal Grenoble.
Primo successo con i biancoblu fu la vittoria della Division 2 1959-1960. La stagione seguente in Division 1 si concluse con la retrocessione nella serie inferiore.
Il ritorno in massima serie è però immediato, grazie al primo posto nella Division 2 1961-1962. 
Con il Grenoble raggiunse nell'estate seguente la finale della Coppa delle Alpi 1962, persa contro gli italiani del Genoa che si imposero per 1-0.
La permanenza nella massima serie con i biancoblu dura solo una stagione, e Boulle passerà al UMS Montélimar, di cui a partire dal 1965 diverrà anche allenatore. Con il club del Delfinato tornò a giocare in cadetteria nella stagione 1970-1971, restandovi sino alla 1972-1973, conclusasi con la retrocessione della sua squadra.
Dopo il ritiro dal calcio giocato ha allenato ancora l'UMS Montélimar dal 1975 al 1980.

## Palmarès

### Competizioni nazionali
- Division 2: 2

Grenoble: 1959-1960, 1961-1962